# Alfred Malherbe
Pour les articles homonymes, voir Malherbe.
Alfred Malherbe est un magistrat et un naturaliste français, né le 14 juillet 1804 à l’île Maurice, d’une famille originaire de Metz et mort à Metz le 14 août 1865. 

## Biographie

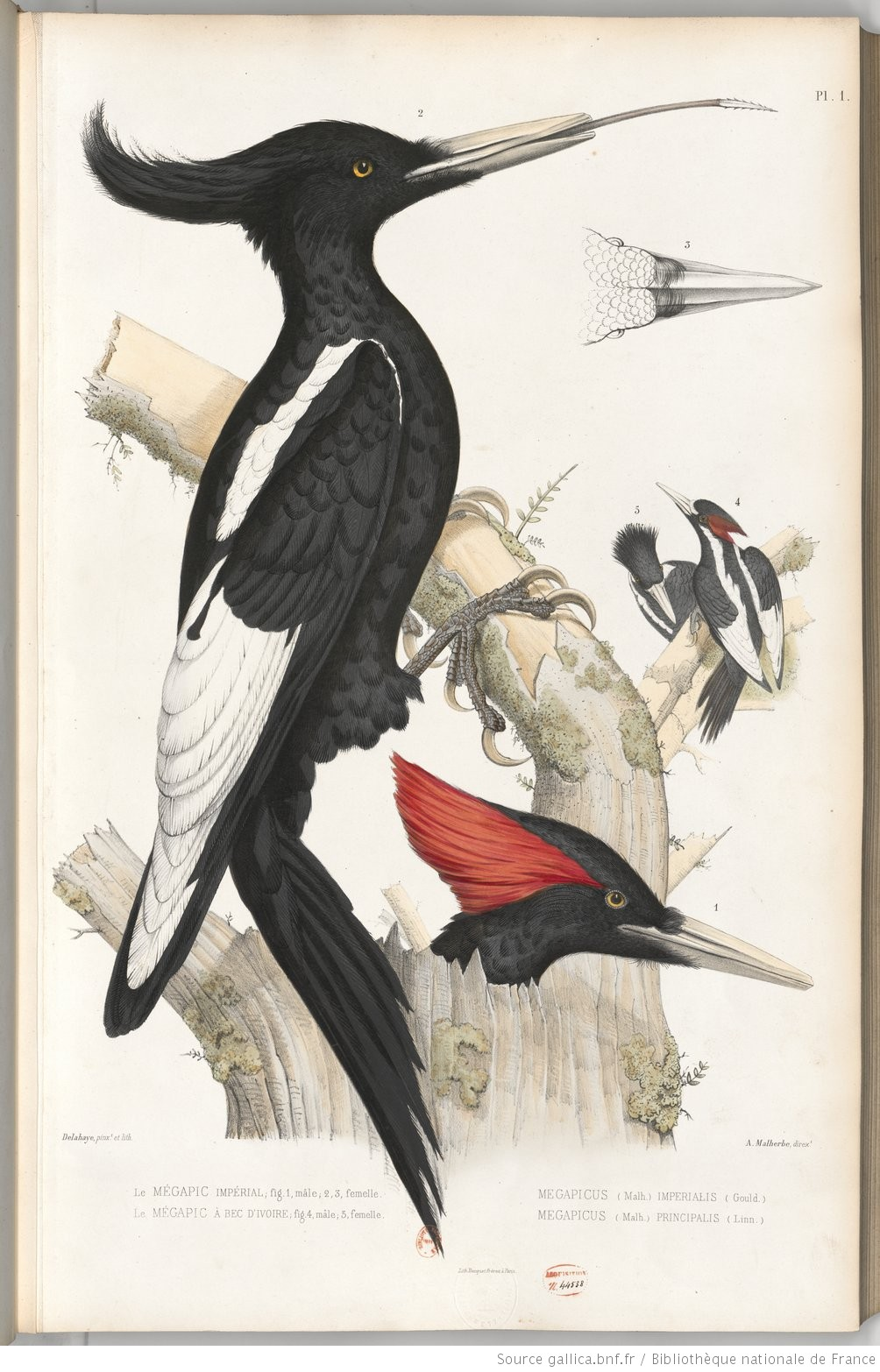
Lithographie d'Alfred Malherbe. Monographie des picidées - Mégapic impérial et mégapic à bec d'ivoire, crédit BNF via Gallica

Alfred Malherbe voit le jour sur l'Ile Maurice à Port-Nord-Ouest. 
Après des études de droit, il est nommé au Tribunal de Metz en 1832 où il est juge d’instruction, vice-président du tribunal, conseiller à la Cour.
Très tôt passionné par la nature, il consacre son temps libre à la botanique, la zoologie et en particulier à l’ornithologie. Il signe notamment une importante étude sur les pics intitulée Monographie des picidées (Imprimerie de J. Verronnais, Metz) qui paraît en quatre volumes de 1861 à 1863. Cette monographie fut imprimée en 120 exemplaires. Chaque espèce y est décrite accompagnée par des lithographies colorées à la main. Il étudie aussi les oiseaux d’Algérie (dont il décrit 191 espèces) et de Sicile. Il fut administrateur du Muséum de Metz et président de la Société d’histoire naturelle de Metz de 1844 à sa mort.

## Publications
(Liste partielle)
- Notice sur quelques espèces de chênes et spécialement sur le chêne liège (Quercus suber) (Verronnais, Metz, 1839).
- Faune ornithologique de la Sicile avec des observations sur l’habitat ou l’apparition des oiseaux de cette île, soit dans le reste de l’Europe, soit dans le Nord de l’Afrique (S. Lamort, Metz, 1843) lire en ligne sur Gallica
- Catalogue raisonné d’oiseaux de l’Algérie, comprenant la description de plusieurs espèces nouvelles (Verronnais, Metz, 1846) Texte intégral sur Wikisource.
- Nouvelle classification des picinées ou pics, devant servir de base à une monographie de ces oiseaux grimpeurs (S. Lamort, Metz, 1849).
- Ascension à l’Etna, ou Fragment d’un voyage en Sicile et en Italie (Imprimerie de Nouviau, Metz, 1851).
- Faune ornithologique de l’Algérie (J. Verronnais, Metz, 1855).
- Description de quelques grimpeurs du genre linéen Picus (J. Verronnais, Metz, 1857).
- Revue des collections composant, en 1857, le Muséum d’histoire naturelle de la ville de Metz (J. Verronnais, Metz, 1857).
- Alf. Malherbe, Monographie des picidées ou histoire naturelle des picidés, picumninés, yuncinés, ou torcols, Metz, Jules Verronais, imprimeur de la société d'histoire naturelle de Moselle, 1863 (lire en ligne), lire en ligne sur Gallica